# کولچستر، انتاریو
کولچستر، انتاریو (به انگلیسی: Colchester, Ontario) یک منطقهٔ مسکونی در کانادا است که در شهرستان اسکس، انتاریو واقع شده‌است. کولچستر ۱۷۶ متر بالاتر از سطح دریا واقع شده‌است.